# MBone
MBone (Multicast Backbone), inaczej magistrala multiemisyjna – polega na rozsyłaniu po całym świecie cyfrowych multimediów, które są nadawane na żywo za pośrednictwem Internetu. 
Z punktu widzenia technicznego Mbone jest nakładaną siecią wirtualną zbudowaną na bazie Internetu.

## Szczegóły techniczne
MBone składa się z wysp (sieć LAN lub grupa połączonych sieci LAN) posiadających możliwość multiemisji. Wyspy te są połączone tzn. tunelami przez które przesyłane są pakiety. Każda wyspa posiada jeden lub więcej routerów multiemisji zwanych mrouterami. Są one zazwyczaj zwykłymi stacjami uniksowymi wykonującymi specjalne oprogramowanie uniksowe lub zwykłymi routerami.
MBone w warstwie transportowej wykorzystuje protokół UDP a nie TCP, dzięki czemu transport informacji jest szybki nie przeciążając przy tym nadmiernie łączy. Może się wydawać, że dane mogą nie dotrzeć do odbiorcy w takiej formie jak zostały one wysłane ale dzięki użyciu w warstwie aplikacji odpowiedniego oprogramowania można zapewnić dostatecznie wiarygodną transmisje danych. Pakiety obudowane są w ramach pakietów IP i przesyłane jako regularne pakiety uniemisyjne pod wskazany adres.
MBone wykorzystuje algorytm trasowania DVMRP (Distance Vector Multicast Routing Protocol) bazuje on na algorytmie trasowania Bellmana-Forda. Wybór trasy dokonywany jest na podstawie wektora odległości. 
W praktyce, aby stacja źródłowa mogła wyemitować w tym trybie program audio lub wideo, musi najpierw uzyskać adres klasy D, który będzie służył za wzór częstotliwości czy numeru kanału TV. Host wybierze tę multiemisję na którą będzie aktualnie nastrojony. Odbywa się to dzięki protokołowi IGMP, który jest wysyłany do wszystkich hostów wyspy z zapytaniem, który host zainteresowany jest danym kanałem. Zainteresowany host w odpowiedzi wysyła stosowny pakiet IGMP. Kiedy host nadawca generuje nowy pakiet wysyła go do mroutera na swej wyspie, a następnie mrouter wysyła do wszystkich tuneli do których jest dołączony. Kiedy mrouter na innej wyspie otrzyma ten pakiet, sprawdza następnie czy został on dostarczony trasą optymalną. Jeżeli nie jest po prostu ignorowany. Jeżeli tak mrouter kopiuje go do wszystkich pozostałych tuneli. Aby uniknąć zapchania łączy pakietom nadaje się odpowiednia wartość a tunelom wagę. Pakiet kierowany jest do tunelu tylko wtedy kiedy jego wartość jest nie większa od przypisanej tunelowi wadze a następnie jego czas jest zmniejszany o wartość tej wagi.
Algorytm ten jest modyfikowany w celu jego optymalizacji. Jedna propozycja jego modyfikacji mówi o nadaniu algorytmowi struktura hierarchiczna struktury hierarchicznej poprzez pogrupowanie wysp w regiony i kierowane pakietów najpierw do hostów w tym samym regionie. Inna korzysta z informacji o stanie łączy wykorzystując protokół MOSPF. Mroutery działające w oparciu o ten protokół umożliwiają szybkie wysyłanie po jednej kopii pakietu w każde łącze. 
Protokoły DVMRP i MOSPF nie są zbyt efektywne kiedy członkowie pewnej grupy są rozrzuceni na dużym obszarze. W takim przypadku stosowany jest protokół PIM (Protocol Independent Multicasting).

## Historia
MBone powstała w 1992 roku i od tego czasu za jej pośrednictwem rozpowszechniono wiele wydarzeń naukowych jak np. wystrzelenie promu kosmicznego przez NASA czy kulturalnych jak np. koncert zespołu The Rolling Stones. Telewizja ta służyła również do rozpowszechniania wideokonferencji, prowadzenia kursów czy seminariów. Innym zastosowaniem może być tabliczka rysunkowa (whiteboard) pozwalająca na wspólną pracę uczestników konferencji nad jakimś dokumentem. Teksty czy rysunki umieszczane na takiej tabliczce przez któregokolwiek z użytkowników widziane są natychmiast przez wszystkich pozostałych. MBone sprawdza się również wewnątrz sieci LAN zapewniając komunikację multimedialną.

## Wiadomości praktyczne
Aby móc korzystać z technologii MBone, należy posiadać: 
- komputer odpowiedniej mocy z kolorowym monitorem i kartą digitizera audio/video
- głośnik
- mikrofon
- kamerę video
- odpowiednie oprogramowanie